# Peter Pan och Lena
Peter Pan och Lena (engelska: Peter Pan & Wendy) är en amerikansk action- och äventyrsfilm från 2023, som är regisserad av David Lowery, som även skrivit manus tillsammans med Toby Halbrooks och J.M. Barrie. Filmen är en nyinspelning av den animerade klassikern, Peter Pan, från 1953. Peter Pan och Lena hade premiär den 28 april 2023 på Disney+.

## Handling
Handlingen kretsar Lena Darling en ung tjej som inte vill växa upp och Peter Pan, en pojke som inte vill bli stor. Lena reser tillsammans med Peter och älvan Tingeling till Landet Ingenstans. Med sig har hon också sina bröder. I Ingenstans möter de Kapten Krok och får vara med om ett spännande äventyr som hon aldrig kommer att glömma.

## Rollista (i urval)
| Roll                     | Skådespelare      | Svensk röst                     |
| ------------------------ | ----------------- | ------------------------------- |
| Kapten Krok              | Jude Law          | Jamil Drissi                    |
| Peter Pan                | Alexander Molony  | Folke Inghammar                 |
| Wendy Darling / Lena     | Ever Anderson     | Fabienne Glader                 |
| Tinker Bell / Tingeling  | Yara Shahidi      | Melinda Sefane                  |
| John Darling             | Joshua Pickering  | Sello Sey Weitzberg Axel Adelöw |
| Michael Darling / Mikael | Jacobi Jupe       | Alexander Sherwood              |
| Tiger Lily / Tigerlilja  | Alyssa Wapanatâhk | Mikaela Ardai Jennefors         |
| Mr. Smee                 | Jim Gaffigan      | Johan Hedenberg                 |
| Mary Darling             | Molly Parker      | Jennie Jahns                    |
| George Darling           | Alan Tudyk        | Jakob Stadell                   |

- Övriga röster – Annica Smedius, Felix von Bahder, Jakob Stadell, Joakim Tidermark Ludvig Törner, Mikael Regenholz, Ole Ornered och Rebecka Paco
- Dialogregissör / sångregissör / editerande tekniker – Alicia Åberg
- Inspelningstekniker – Ingemar Åberg
- Dialogöversättare / sångöversättare – Mikaela Tidermark Nelson
- Mixtekniker – John Strandskov
- Inspelningsstudio – Iyuno på uppdrag av Disney Character Voices International, Inc.[4]